# Народни ансамбл Радио-телевизије Србије
Народни ансамбл Радио-телевизије Србије основан је 1981. године. Данас делује под управом Синише Вићентијевића, који је раније био друга хармоника Бранимира Ђокића.
Репертоар ансамбла веома је разноврстан, од изворних и новокомпонованих песама преко градских романси све до народне музике балканских земаља. Током дугогодишњег постојања и рада Народни ансамбл РТС-а остварио је велики број награда и признања учествујући на највећим манифестацијама у земљи и иностранству.